# Onager (ezelsoort)
De onager (Equus hemionus), ook Aziatische wilde ezel, paardezel of halfezel genoemd, is een wilde ezel uit de woestijnen van Syrië, Iran, India en Tibet.

## Kenmerken
Deze dieren zijn overwegend vaalgeel, bruingeel of grijs, met een witte buik en een donkere rugstreep, manen, oorpunten en staartkwast. De lichaamslengte bedraagt 200 tot 250 cm, de staartlengte 30 tot 49 cm en het gewicht 200 tot 260 kg.

## Leefwijze
Onagers voeden zich met allerlei plantenkost, zoals grassen en vetplanten. Merries en veulens vormen losse, zwervende kuddes, terwijl nog niet geslachtsrijpe hengsten in vrijgezellengroepjes leven. Solitaire, geslachtsrijpe hengsten slaan en bijten rivalen om het territorium te vestigen, dat ze voor de voortplanting nodig hebben.

## Ondersoorten
- Mongoolse wilde ezel (Equus hemionus hemionus)
- Indische wilde ezel of Khur (Equus hemionus khur)
- Gobi-kulan (Equus hemionus luteus)
- Kulan (Equus hemionus kulan)
- Onager of Perzische onager (Equus hemionus onager)
- †Syrische wilde ezel (Equus hemionus hemippus)
- Equus hemionus blanfordi[2]

Abessijnse ezel ·
Albanese ezel ·
Algerijn ·
Amerikaanse mini-ezel ·
Amiata ·
Anatolische ezel ·
Andalusische ezel ·
Ane Gascogne ·
Arcadische ezel ·
Argentato di Sologno ·
Asinara ·
Asino Sardo ·
Asno Balear ·
Asno de las Encartaciones ·
Balkan ezel ·
Barockesel ·
Bourbonnais ·
Bulgaarse ezel ·
Burro ·
Castel Morrone ·
Catalaanse ezel ·
Corsicaanse ezel ·
Cotentin ·
Cyprus ezel ·
Dwergezel ·
Ellinikon ·
Fariñeiro ·
Graciosa ·
Grand Noir du Berry ·
Grigio Siciliano ·
Herzegovijnse ezel ·
Huisezel ·
Ierse ezel ·
Indische wilde ezel ·
Istarski Magarac ·
Karakacan ·
Kiang ·
L'Âne de L'Ile de Ré ·
Majorera ezel ·
Mallorcaanse ezel ·
Maltese ezel ·
Mammoth Jackstock ·
Martina Franca ·
Merzifon ·
Mirandese ezel ·
Mongoolse wilde ezel ·
Muildier/muilezel ·
Mula ·
Normandische ezel ·
Nubische wilde ezel ·
Onager ·
Pantelleria ·
Parlagi Szamár ·
Pantesco ·
Pega ·
Poitou-ezel ·
Ponui ·
Primorsko Dinarski Magarac ·
Provençaalse ezel ·
Pyrenese ezel ·
Ragusa ·
Romagnolo ·
Sardijnse ezel ·
Sjeverno-Jadranski Magarac ·
Somalische wilde ezel ·
Spotted donkey ·
Standard donkey ·
Thüringer Waldesel ·
Verbeterde Hongaarse ezel ·
Viterbese ·
Waalse ezel ·
Wilde ezel ·
Zamorano-Leonés ·
Zweedse ezel